# Józef Jawornicki (kupiec)
Józef Jawornicki (ur. 1855 w Krakowie, zm. 22 czerwca 1921 tamże) – polski kupiec, działacz społeczny.

## Życiorys
Urodził się w 1855 w Krakowie. Studiował na Akademii Handlowej w Pradze. Był też śpiewakiem, dysponował głosem tenora. Pierwotnie planował karierę w tym kierunku i uczył się w Konserwatorium Paryskim pod okiem Amerykanina Thomasa. Po śmierci ojca przerwał to kształcenie i przejął rodzinną firmę w Krakowie, będącą jedną z najstarszych w mieście. Był właścicielem przedsiębiorstwa „M. Jawornicki”.
Był radnym Krakowa przez 25 lat, do 1914. Był członkiem wydziału Kongregacji Kupieckiej, członkiem wydziału Kas Oszczędności, zastępcą dyrektora drugiego Towarzystwie Wzajemnych Ubezpieczeń (wybierany na kadencje 1906-1912, 1912-1918), skarbnikiem krakowskiej Izby Handlowo-Przemysłowej. Należał też do wielu towarzystw społecznych i kulturalnych. Jako solista brał udział w występach krakowskiego Towarzystwa Muzycznego.
Był żonaty z Anną z domu Koy. Miał dwoje dzieci: Zuzannę (po mężu Fischer) i Stanisława (odziedziczył rodzinną firmę). Zmarł 22 czerwca 1921 w Krakowie. Został pochowany w grobowcu rodzinnym na cmentarzu Rakowickim w Krakowie (w tym miejscu kilka miesięcy wcześniej spoczął Michał Koy, adwokat).